# Allen Dulles
Allen Dulles (teljes nevén Allen Welsh Dulles; Watertown, New York, 1893. április 7. – Washington, 1969. január 29.) amerikai jogász, diplomata. A II. világháború alatt az amerikai katonai hírszerzés, az OSS berni rezidense (valójában egész Európára, az európai hadszíntérre kiterjedő hatáskörrel).
1953 és 1961 között a Központi Hírszerző Ügynökség, a CIA – mindeddig a leghosszabb ideig hivatalban lévő – igazgatója volt. A Kennedy elnök elleni merényletet kivizsgáló Warren-bizottság tagja.
John Foster Dulles (1888–1959) amerikai külügyminiszter (1953–1959) fivére, akinek nevét viseli a Dulles Nemzetközi Repülőtér.

Allen Dulles személyének, tevékenységének megítélése világszerte, de az Egyesült Államokban is erősen eltérő és máig vitatott. Főleg a CIA műveleti igazgatójaként majd igazgatójaként több olyan ügy került részlegesen nyilvánosságra, amelyekkel kapcsolatosan közvetlen személyes felelőssége is felmerült.
Más források mindezekkel ellentétben szimpatikus, elegáns személyiségét, már-már túlságosan kifinomult, úrias viselkedését, intelligenciáját emelik ki. És azzal mentegetik vitatható tetteit, döntéseit, hogy a kommunizmus elleni világméretű harcban elengedhetetlenül szükségesek voltak a néha már a bestialitás határát súroló tettekre adott utasításaira. Legdühödtebb kritikusai már-már neki és bátyjának tulajdonítják a hidegháború elmélyülését, sőt a legtúlzóbbak egyenesen a kialakulását is.
Higgadtabb kritikusai visszatetszést kiváltó, nyilvánosságra került tetteinek sorában említik a volt nácikkal, háborús bűnösökkel, fasisztákkal való együttműködést, a hazai és nemzetközi szervezett bűnözéssel való együttműködést, ilyen tevékenységekből, pl. kábítószerkereskedelemből származó piszkos pénz felhasználását más illegális tevékenységek finanszírozására, demokratikusan megválasztott vezetők elmozdítását sőt meggyilkoltatását, az un. piszkos háború elindítása világszerte, de különösen sok áldozatot szedve Ázsiában és Dél-Amerikában. Az ilyen bűnös gyakorlatok bevezetését és meghonosítását a CIA-nál. Nevéhez kötik többek között Moszaddeg megválasztott Iráni miniszterelnök megbuktatását és bebörtönzését (Ajax-hadművelet), mások meggyilkoltatását illetve a Disznó-öbölbeli fiaskót ami végül a bukásához vezetett. A halálbrigádok szervezését és finanszírozását a különféle szövetséges államokban amelyek ott célzott vagy sokszor vaktában végrehajtott likvidálásokkal tartották rettegésben a lakosságot.
Egyesek szerint valójában nem teljesen tisztázott az sem, hogy kinek a tudtával, engedélyével folytatott különtárgyalásokat Heinrich Himmler képviselőivel Bernben a II. világháború végén. Ám ez sem jelentene nyilvánvaló bűncselekmény, mert hírszerzőként akár az is felmerülhet, hogy az egész akció az ellenség félrevezetését célzó operatív művelet volt csupán. Bár ezek azzal a veszéllyel jártak, hogy a tárgyalások híre még a világháború vége előtt éket verhet a nyugati szövetségesek és a Szovjetunió közé.
Egyes kritikusai a Warren bizottságban betöltött szerepére korlátozzák kritikájukat. Mások dilettánsnak állítják be az U2-es botrány kezelése illetve a Disznó-öbölbeli kudarc kapcsán.
Nem teljesen feldolgozott a CIA által elindított, támogatott technikai és tudományos kutatásokban, fejlesztésekben (pl. felderítő repülőgépek, műholdas felderítő technikák kifejlesztése) betöltött szerepe sem. (A vitathatóbb kutatásokban, – pl. MKULTRA – még kevésbé.)
A személye körüli lezáratlan vita várhatóan újabb fordulatokat vesz ha esetleg valamikor a CIA eredeti anyagai is kutathatóvá válnak.
Az egyes kritikák értékelésénél azonban érdemes figyelembe venni, hogy bár Dulles és bátyja elsősorban külügyi vonalon tevékenykedett, de emellett jelentős belpolitikai befolyással is rendelkeztek, így nemcsak a különféle hidegháborús propagandák, hanem a belpolitikai csatározások célpontjaivá is váltak. És ez még a Church bizottság értékelésére is vonatkozhat a Dulles által a CIA-nál meghonosított gyakorlat megítélésének viszonylatában.
Személye szinte kikerülhetetlen a II. világháború és a hidegháború korszakát feldolgozó dokumentumfilmekben, történelmi ismeretterjesztő filmekben, de alakja gyakran megjelent regényekben, játékfilmekben Nyugaton és Keleten egyaránt.
Érdekes módon ezekben az alkotásokban még Keleten is jóval árnyaltabban, kíméletesebben ábrázolták személyét, mint néhány amerikai vagy más nyugati kritikusa.

## Származása, családja
Allen Dulles 1893. április 7-én született a New York állambeli Watertownban Allen Macy Dulles prebiteriánus lelkész és Edith Dulles (Edith Foster) gyermekeként. Bátyja, John Foster Dulles Eisenhower elnöksége idején külügyminiszter, a Sullivan & Cromwell ügyvédi iroda tagja és vezetője. Húga, Eleanor Lansing Dulles diplomata volt.
Családjában generációk óta többen is neves politikusok voltak. Anyai nagyapja, John W. Foster és neje révén rokona, Robert Lansing külügyminiszteri posztot töltöttek be.
1920-ban vette feleségül Clover Toddot (1894. március 5. – 1974. április 15). Három gyermekük született; két lánya: Clover D. Jebsen („Toddy”) és Joan Buresch Dulles Molden („Joan Buresch”); Fiuk, ifjabb Allen Macy Dulles a koreai háborúban súlyosan megsebesült és megrokkant. Egész későbbi életét orvosi felügyelet alatt töltötte el.
Dulles nagybátyja volt Avery Dulles bíborosnak, jezsuita papnak, aki 1988 és 2008 között a Fordham Egyetemen a teológia professzora volt.

## Élete
Dulles a párizsi École Alsacienne-ben és a Princetoni Egyetemen tanult. Itt tagja lett az Amerikai Whig-Cliosophic Társaságnak.
1916-ban lépett diplomáciai szolgálatba az Osztrák–Magyar Monarchiában, Bécsben az amerikai nagykövetségen. Az Egyesült Államok hadba lépését követően 1917 áprilisában a svájci Bernbe helyezték.
Svájc után 1921-ben rövid ideig Isztambulban az Egyesült Államok nagykövetségén is szolgált. Itt sikertelenül próbálta elérni, hogy a Külügyminisztérium az akkor kirobban vita kapcsán hivatalosan is minősítse hamisítványnak a Cion bölcseinek jegyzőkönyveit.
Az 1918-as spanyolnátha járvány idején megbetegedett. Felgyógyulását követően az első világháborút lezáró párizsi béke konferencián az amerikai küldöttséghez, fivéréhez rendelték diplomataként. Hazatérése után 1922-től 1926-ig a Külügyminisztériumban dolgozott a Közel-Keleti osztály vezetőjeként. 1926-ban jogi diplomát szerzett a George Washington Egyetem jogi fakultásán, majd ezt követően a Wall Streeten, a Sullivan és Cromwell ügyvédi irodánál helyezkedett el ügyvédként, ahol bátyja, John Foster Dulles vezető beosztásban dolgozott. Ez az ügyvédi iroda jelentős kormányzati befolyással rendelkezett, és gazdasági, pénzügyi tanácsokkal látta el a Fehér Házat, illetve egyéb kormányzati megbízásokat is vállalt.
1927-ben első, új igazgatója lett az 1921-ben alapított a Külkapcsolatok Tanácsának (Council on Foreign Relations), 1933-tól 1944-ig pedig a Tanács titkára volt.
Életének ebben az szakaszában Dulles jogi tanácsadóként több nemzetközi szervezet illetve nemzetközi konferencia munkájában is részt vett. Az 1920-as évek végén és az 1930-as évek elején a Népszövetségben a fegyverzetkorlátozásért felelős küldöttség jogi tanácsadója volt. Így lehetősége nyílt megismerkedni 1932 novemberében Mussolinivel, 1933 áprilisában pedig Adolf Hitlerrel, továbbá Makszim Litvinov szovjet külügyminiszterrel, valamint Franciaország és Nagy-Britannia vezetőivel is.
1935-ben németországi üzleti útján megdöbbent a nácik zsidókkal szembeni bánásmódja láttán, ezért hazatérése után bátyja akarata ellenére mindent megmozgatott annak érdekében, hogy a Sullivan & Cromwell számolja fel a berlini irodáját és szakítson meg minden kapcsolatot a náci Németországgal – ami meg is történt. Ezen kívül számos német zsidónak, például Paul Kempernek segített elmenekülni Németországból és letelepedni az Egyesült Államokban.
Ahogy a republikánus párt egyre inkább polarizálódott az elszigetelődési illetve a beavatkozási politika frakciói körül, Dulles kifejezetten beavatkozáspártivá vált. 1938-ban sikertelenül indult a képviselőválasztáson New York tizenhatodik választási kerületében olyan programmal, amely az amerikai védelmi képesség megerősítését tűzte ki célul. Dulles a témában két könyvet írt Hamilton Fish Armstronggal a Foreign Affairs magazine (Külügyi magazin) szerkesztőjével Can We Be Neutral? (~Lehetünk semlegesek?, 1936) és Can America Stay Neutral? (~Semleges marad-e Amerika?, 1939) címmel. Ezekben amellett érveltek, hogy egy egyre szorosabban összekapcsolódó nemzetközi rendszerben a hagyományos értelemben vett diplomáciai, katonai és gazdasági elszigetelődés már nem lehetséges.
Dulles egészen az Egyesült Államok hadba lépéséig dolgozott a Sullivan and Cromwell-nél.
1942-ben William Donovan tábornok felkérésére azonban csatlakozott az amerikai katonai hírszerzéshez, az OSS-hez (Office of Strategic Services). 1942 novemberében érkezett Bernbe, hogy létrehozza a svájci rezidentúrát, amely valójában az OSS európai központja volt. Ott tartózkodása idején a Herrengasse 23-ban élt. A hírszerzés területén nem volt tapasztalata, mégis kiválóan látta el feladatkörét, és pár év alatt kiváló, tapasztalt hírszerzési szakértővé vált. Tevékenységét diplomáciai fedésben végezte. Hivatalosan az amerikai nagykövetség diplomatája volt. Fedőneve 110-es ügynök, illetve Bull volt.
Dulles a német tervekre és tevékenységekre irányuló hírszerzéssel foglalkozott, és széles körű kapcsolatot alakított ki a német emigránsokkal, ellenállókkal és náci-ellenes hírszerző tisztekkel. Ebben segítségére volt Gero von Schulze-Gaevernitz, egy német emigráns. Dulles továbbá értékes információkat kapott Fritz Kolbe-tól, egy német diplomatától, akit a világháború időszaka legjobb kémének nevezett. Kolbe titkos dokumentumokat adott át német kémekről és a Messerschmitt Me 262 sugárhajtású vadászgép tervéről is.
Bár Washington nem engedélyezte Dulles számára, hogy határozott elkötelezettséget vállaljon az 1944. július 20-i Hitler elleni összeesküvéssel kapcsolatosan, az érintettektől mégis kapott jelentéseket a németországi fejleményekről, beleértve Hitler V-1 és V-2 megtorló fegyvereire vonatkozó terveiről.

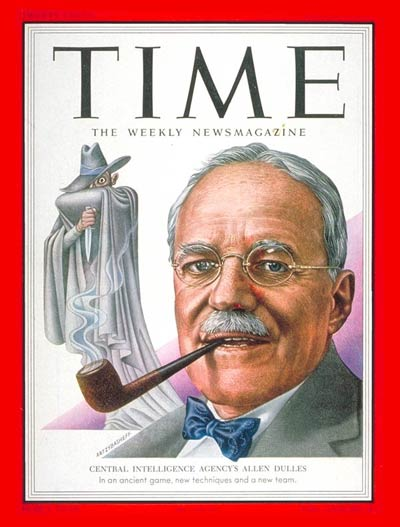
A Time Magazine címlapján (1953)

Dulles részt vett továbbá a Sunrise művelet keretében 1945 márciusában azokon a titkos tárgyalásokon, aminek eredményeképpen a német erők Észak-Olaszországban letették a fegyvert. A világháború után Dulles még hat hónapig szolgált Európában az OSS állomásvezetőjeként Berlinben majd ismét Bernben. 1945 októberében az OSS szervezetét megszüntették, feladatait a külügy és hadügy különféle szervezeti egységei között osztották fel. Dulles ezt követően ügyvédként tért vissza a Wall Streetre, és távolról szemlélte, ahogy régi OSS-beli hírszerző társai különféle pozíciókat töltenek be a CIA létrehozásában. Ekkor még távol maradt az újonnan létrehozott hírszerző szervezettől, sőt, a védelmi minisztérium felkérésére tanulmányt írt a CIA-ről. Ebben élesen kritizálta a szervezetet, amelynek véleménye szerint nem sikerült elérnie a kitűzött céljait, beteljesítenie ígéreteit.
1948-ban részt vett Truman elnök ellenfele, Thomas E. Dewey kampányában. Miután Truman nyert, Dulles bizonyosra vette, hogy az elnök megakadályozza majd, hogy újra a kormánynak dolgozhasson. 1950 őszén Roscoe H. Hillenkoettert a CIA igazgatói posztján Walter Bedell Smith váltotta fel, aki felkérte Dullest, hogy vállalja el az újonnan felállított műveleti igazgatóság vezetői posztját. Dulles örömmel vállalta a felkérést, azonban azt javasolta Bedell Smithnek, hogy inkább tervezési igazgatóság legyen a részleg elnevezése, mert az nem utal ennyire nyíltan a titkos akciókra és fedett műveletekre. Az igazgató elfogadta a javaslatot, így Dulles 1951 januárjától ezt a kulcspozíciót töltötte be a CIA-nál. 1952 augusztusában lépették elő a CIA igazgatóhelyettesévé, a tervezési igazgatóság élén pedig régi barátja és egykori OSS-beli munkatársa, Frank Wisner váltotta.

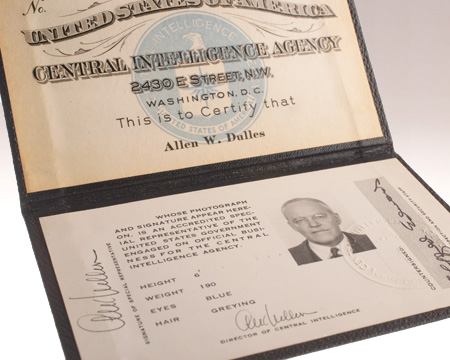
Allen Dulles CIA igazolványa

Eisenhower elnök 1953 februárjában nevezte ki Dullest a CIA igazgatójának. Ezt a posztot nyolc éven keresztül egészen 1961 őszéig, nyugdíjazásáig töltötte be.
A Disznó-öbölben végrehajtott hadművelet kudarca vetett véget pályafutásának. Kennedy elnök 1961 szeptemberében, 68 éves korában nyugdíjazta. Ettől kezdve teljes egészében a családjának szentelte idejét. Erre feleségének kiváltképp szüksége volt, ugyanis ebben az időszakban már Parkinson-kórral küzdött. Dulles a Kennedy elnök meggyilkolásának körülményeit vizsgáló Warren-bizottságban vállalt utoljára hivatalos tisztséget 1963-ban. Később sokan bírálták amiatt, hogy a CIA feltételezett szerepére vonatkozó részletekről teljes mértékben hallgatott. A bizottság munkájának befejezése után legtöbb idejét otthon töltötte. Köszvénye miatt mindig házi papucsot hordott. Ekkoriban írta meg két emlékiratát, A hírszerzés mestersége (The Craft of Intelligence, 1963) és The Secret Surrender (1966) címmel.
1969 karácsonyának reggelén belázasodott és összeesett. Kórházba szállították, de a szövődmények miatt a szervezete nem tudta leküzdeni a tüdőgyulladást, és ezek következtében 1969. december 30-án, 75 éves korában elhunyt.

## Művei
- Hamilton Fish Armstrong–Allen W. Dulles: Can We Be Neutral? (~Lehetünk semlegesek?), 1936
- Hamilton Fish Armstrong–Allen W. Dulles: Can America Stay Neutral? (~Semleges marad-e Amerika?), 1939
- A hírszerzés mestersége (The Craft of Intelligence, 1963), MSZMP agit-prop osztálya, kereskedelmi forgalomba nem került, 197?
- The Secret Surrender (~A titkos feladat), 1966
- Great True Spy Stories (~Nagy igaz kémtörténetek), Ballantine Books, 1982, ISBN 0345301811

## Róla
- Leonard Mosley: Dulles: A biography of Eleanor, Allen and John Foster Dulles and their family network, 1978
- James Srodes: Allen Dulles: Master of Spies, Regnery Publishing, Inc., Washington, 1999. június 25.

## Játékfilmekben, regényekben
Számos filmben (játékfilmekben is) archív bejátszásban szerepel, másokban színészekkel megszemélyesítve:
- Felszabadítás (Освобождение – Oszvobozsgyenyije, szovjet háborús filmsorozat, 1969, rendezte: Jurij Ozerov) Allen Dulles – Otto Busse
- A tavasz tizenhét pillanata (Семнадцать мгновений весны – Szemnadcaty mgnovenyij veszni, szovjet háborús televíziós filmsorozat, 1973, rendezte: Tatyana Lioznova) Allen Dulles – Vjacseszlav Salevics (5., 8. és 12. rész)
- JFK – A nyitott dosszié (JFK, francia-amerikai történelmi filmdráma, 1991, rendezte: Oliver Stone) Allen Dulles archív bejátszásban
- Az ügynökség (The Good Shepherd, 2006, rendezte: Robert De Niro) Phillip Allen néven – William Hurt
- A Cég – A CIA regénye (The Company, 2007) Allen Dulles – Cedric Smith
- The Honor of Spies (~A kémek becsülete, 2009), W. E. B. Griffin és fiának Honor Bound és Men At War sorozatában megjelent regénye, amelyekben Dulles az OSS svájcban működő európai vezetőjeként jelenik meg.
- The Commission (~A Bizottság, amerikai filmdráma, 2003, rendezte: Mark Sobel) Allen Dulles – Jack Betts. Mint a Warren Bizottság tagja és a Kennedy elnök elleni merénylet kivizsgálója.
- Kémek hídja (Bridge of Spies, 2015, rendezte: Steven Spielberg) Allen Dulles – Peter McRobbie
- Tad Richards-Jonathan Richards: Nick and Jake (~Nick és Jake, 2012) című regényben Allen Dulles a francia kormány megdöntését tervezi.

## Érdekességek
- 1917-ben, első berni tartózkodása idején történt állítólag, hogy egy telefonon Vlagyimir Iljicsként bemutatkozó személy időpontot kért az amerikai küldöttségtől. Dulles a történet szerint erős akcentusa miatt mentálisan beteg emigránsnak gondolta. Azzal rázta le, hogy teniszezni megy és keresse másnap újra. Évtizedekkel később, már a CIA igazgatóként szívesen mesélte az „újoncoknak” a történetet, hogyan rázta le magát Lenint. A történet a hírszerző körökben szakmai ártalomnak, betegségnek tekinthető kényszeres legendagyártás egyik példájának tűnik a kevésbé jól sikerültek közül. Ugyanis kevéssé valószínű, hogy az akkoriban a pártkörökön kívül szinte ismeretlen Vlagyimir Uljanovra egy létre sem jött találkozó kapcsán emlékezett volna.
- Nővére, Eleanor szerint Dullesnek „legalább száz” házasságon kívüli kapcsolata volt, köztük néhány a CIA-nál.[10]

## Fordítás
- Ez a szócikk részben vagy egészben  az   Allen Dulles című angol Wikipédia-szócikk ezen változatának fordításán alapul.  Az eredeti cikk szerkesztőit annak laptörténete sorolja fel. Ez a jelzés csupán a megfogalmazás eredetét és a szerzői jogokat jelzi, nem szolgál a cikkben szereplő információk forrásmegjelöléseként.